# Serafín Dengra
Serafín Dengra (Ramos Mejía, 21 de septiembre de 1960) es un exrugbier argentino que se desempeñaba como pilar. Fue internacional con los Pumas de 1982 a 1989.

## Biografía
Es nieto de Serafín Agustín Dengra Hernández, atleta olímpico que representó a Argentina en las Olimpiadas de Ámsterdam 1928, nacido en la localidad de Huéscar (Granada) en España, de donde es originario su apellido Dengra, adoptado por descendientes de Diego de Énguera, del linaje de los Engueras que se incluye en la lista de nobles caballeros hijos dalgos de la villa de Yeste (Albacete). Serafín Dengra (abuelo) fue atleta del Club Ferro Carril Oeste y entrenador de su equipo de fútbol de Primera División.
Luego del retiro se dedicó a la práctica de las artes marciales. Actualmente se dedica a muscular.

## Carrera
Debutó en la primera del Club Atlético Ferrocarril General San Martín en 1979 jugando hasta 1985, cuando continuó su carrera en el Western Districts de Australia. En 1990 fue contratado por el Rugby Rovigo de Italia (única liga profesional de la época) por dos temporadas. También jugó en el Bourgoin-Jallieu de Francia desde 1992 a 1995, cuando se retiró para seguir con la actuación.

## Selección nacional
Entre los años 1982 y 1989 integró el recordado equipo de los Pumas de la década de los 80's. Con el seleccionado nacional jugó 17 partidos internacionales y obtuvo triunfos ante los Springboks (con el combinado Sudamérica XV), España, los Wallabies, Francia e Italia. Ganó el Premio Revelación del diario Clarín (PK) (1984).
Obtuvo, entre otros, el Premio Konex de 1990 al mejor jugador de rugby argentino.

### Participaciones en Copas del Mundo
Héctor Silva lo convocó a su única copa mundial: Nueva Zelanda 1987. Allí formó con Diego Cash y Luis Molina.
| Mundial                       | Sede          | Resultado      | PJ | Tries |
| ----------------------------- | ------------- | -------------- | -- | ----- |
| Copa Mundial de Rugby de 1987 | Nueva Zelanda | Fase de grupos | 2  | 0     |

## Televisión
| Año  | Programa                  | Canal  | Rol          | Notas         | País                 |
| ---- | ------------------------- | ------ | ------------ | ------------- | -------------------- |
| 2007 | El circo de las estrellas | Telefe | Participante | 3.º Eliminado | Bandera de Argentina |